# 1894 Haffner
1894 Haffner este un asteroid din centura principală, descoperit pe 26 octombrie 1971, de Luboš Kohoutek.